# Bolge
 (juillet 2023).
Une bolge est, dans la Divine Comédie de Dante Alighieri, l'une des dix fosses concentriques encerclées de murs et surplombées de ponts rocheux semblables aux fortifications externes d'un château et qui constituent le malebolge, le huitième cercle de l'Enfer décrit aux chants XVIII à XXX.

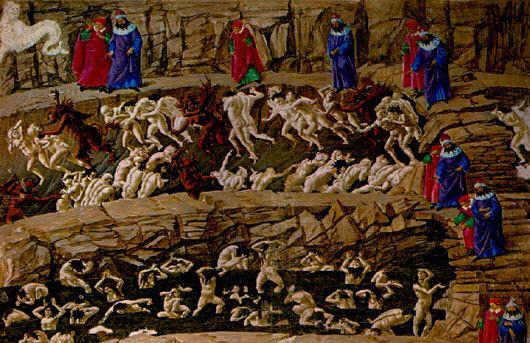
Le chant XVIII illustré par Sandro Botticelli

## Les dix bolges
Dans chacune des dix bolges sont punis les damnés, répartis comme suit selon leur faute : 
1. ruffians et séducteurs,
2. adulateurs et flatteurs,
3. simoniaques,
4. devins et enchanteurs,
5. concussionnaires,
6. hypocrites,
7. voleurs,
8. fourbes conseillers,
9. semeurs de troubles et schismatiques,
10. faussaires.

Dante observe les bolges depuis les ponts. Ceux qui surplombaient la sixième s'étant écroulés lors du séisme qui suivit la mort du Christ (Mt 27,51), le poète se voit contraint de descendre sur la berge de la cinquième bolge et, après avoir parcouru un bout de chemin escorté par une troupe de diables, à se laisser glisser — précipitamment, pour fuir les démons rendus furieux contre lui — dans la fosse de la sixième bolge et à remonter sur le pont dans une exténuante escalade. 
La circonférence de la dixième bolge, la plus à l'intérieur, est de onze milles (Enfer, XXX 86) ; celle de la neuvième est de vingt-deux (XXIX 9). Si les autres bolge sont en proportion, il en résulte que la première devrait avoir une circonférence de cent dix milles. La largeur de chacune est d'un demi-mille (XXX 87).